# Dolce & Gabbana
Dolce & Gabbana este o casă de modă din Italia, care produce bunuri de lux. Compania a fost fondată de designerii italieni Domenico Dolce și Stefano Gabbana în Milano, Italia. Deja în 2005 cifra lor de afaceri era de 597 milioane €. Domenico Dolce s-a născut pe 13 septembrie 1958 în Polizzi Generosa, Sicilia. Stefano Gabbana s-a născut pe 14 noiembrie 1962 în Veneția, dar alte surse spun că ar fi Milano. Cei doi s-au întâlnit în Milano unde lucrau pentru aceeași casă de modă. În 1982 cei doi au deschis un birou de consultări în privința designului. În timp a crescut și a devenit „Dolce & Gabbana”. Și-au prezentat prima colecție pentru femei în 1985 în Milano, iar un an mai târziu și-au deschis primul magazin.
Doi ani mai târziu au lansat linia lor de tricouri, iar în 1989 au început proiectarea de lenjerie intimă și costume de înot (Domenico). Dolce și Gabbana au început să exporte produsele lor în Japonia și în alte țări cum ar fi SUA, unde au făcut propriile showroom-uri în 1990. În același an au prezentat colecția pentru bărbați. Și-au lansat primul parfum Dolce & Gabbana în 1992.